# Улица Мартынова (Кронштадт)
Улица Мартынова — улица в Кронштадтском районе Санкт-Петербурга. Пролегает в историческом центре острова, соединяя улицы Зосимова и Карла Маркса. Протяжённость — 380 м.

## История
Нарвская улица получила свое нынешнее название в память о Михаиле Ивановиче Мартынове (1882—1919), моряке-балтийце, участнике Октябрьской революции и Гражданской войны, председателе Кронштадтского Совета рабочих, солдатских и матросских депутатов. М. И. Мартынов похоронен в братской могиле на Якорной площади в Кронштадте.

## Пересечения
- улица Зосимова
- проспект Ленина
- улица Карла Маркса

## Примечательные здания и сооружения
- Дом 8, литеры А, Б, В — бывшие купеческие склады, конец XIX века[1].